# Cyclopogon plantagineus
Cyclopogon plantagineus är en orkidéart som beskrevs av Rudolf Schlechter. Cyclopogon plantagineus ingår i släktet Cyclopogon, och familjen orkidéer. Inga underarter finns listade i Catalogue of Life.